# Jan Werner Danielsen
Jan Werner Danielsen, mais conhecido como Jan Werner (Nord-Odal, 10 de abril de 1976 - Oslo, 29 de setembro de 2006) foi um cantor norueguês de pop rock, célebre pela sua grande e poderosa voz. Ele representou a  Noruega no Festival Eurovisão da Canção 1994, num duo com a também cantora norueguesa Elisabeth Andreassen, que interpretaram o tema Duett que se classificou em sexto lugar, entre 25 participantes.
Jan Werner já era conhecida pela sua voz poderosa com apenas 12 anos, quando obteve uma vitória num concurso de talentos. Entre  1988 à 1993, cantou regularmente com a orquestra sinfónica de  Hamar. Em 1994, participou nos acontecimentos culturais dos Jogos Olímpicos de Inverno de  Lillehammer. Nesse mesmo ano, participou no Festival Eurovisão da Canção 1994 , juntamente com Elisabeth Andreassen,. Em 2000, voltou a participar nas eliminatórias norueguesas para a Eurovisão, mas terminou em segundo lugar.
O ponto culminante da sua carreia musical foi em 2003 quando participou no Royal Albert Hall, de Londres, para interpretar o tema  Air de Johann Sebastian Bach. Faleceu vítima de insuficiência cardíaca, causada por uma inflamação dos brônquios pulmonares e também devido ao estresse derivado de uma intensa atividade profissional.

## Discografia

### Singles
- Estreia com  um single de rádio «My Prayer» (1989)
- (Melodi Grand Prix) («Duett») com (Elisabeth Andreassen) (1994), representou a Noruega no Festival Eurovisão da Canção 1994
- Participou no single «Bonne Chance a France» com (Synnøve Svabø) (1998)

### Álbuns
- All By Myself (1995)
- Inner Secrets  (1997)
- Music Of The Night (1998)
- Bettan & Jan Werners jul (1999)
- Singer Of Songs (2003)
- Stronger (2006)
- Eg veit i himmelrik ei borg - Frelsesarmeens Juleplate 2007 2007